# Liste der Monuments historiques in Bréhan
Die Liste der Monuments historiques in Bréhan führt die Monuments historiques in der französischen Gemeinde Bréhan auf.

## Liste der Bauwerke
| Bezeichnung            | Beschreibung | Standort | Kennzeichnung | Schutzstatus | Datum | Bild |
| ---------------------- | ------------ | -------- | ------------- | ------------ | ----- | ---- |
| Croix Mal-Mise d’Eslan | Kreuz        | (Lage)   | PA00091059    | Inscrit      | 1927  |      |

## Liste der Objekte
- Monuments historiques (Objekte) in Bréhan in der Base Palissy des französischen Kultusministeriums